# Arpelistock
L'Arpelistock és una muntanya de 3.035 metres situada als Alps Bernesos a Suïssa.